# Oederemia salmonea
Oederemia salmonea är en fjärilsart som beskrevs av Culot 1912. Oederemia salmonea ingår i släktet Oederemia och familjen nattflyn. Inga underarter finns listade i Catalogue of Life.